# Temascalapa (kommun)
Temascalapa är en kommun i Mexiko.   Den ligger i delstaten Mexiko, i den sydöstra delen av landet, 50 km nordost om huvudstaden Mexico City. Antalet invånare är 33 063. Arean är 168 kvadratkilometer.
Terrängen i Temascalapa är platt åt nordväst, men åt sydost är den kuperad.
Följande samhällen finns i Temascalapa:
- Temascalapa
- Ixtlahuaca de Cuauhtémoc
- Las Pintas
- San Cristóbal Colhuacán
- Barrio de Belén
- Colonia Álvaro Obregón